# Davao del Sur

Prowincja Davao del Sur na mapie Filipin

Davao del Sur – prowincja na Filipinach, położona w południowo-wschodniej części wyspy Mindanao.
Od południa granicę wyznacza Morze Celebes, od zachodu Zatoka Davao, od północy miasto Davao, od wschodu prowincje Cotabato, Sultan Kudarat, South Cotabato, Sarangani. Powierzchnia: 3934,01 km². Liczba ludności: 822 406 mieszkańców (2007). Gęstość zaludnienia wynosi 209,1 mieszk./km². Stolicą prowincji jest Digos.